# Продајем: ципеле за бебе, никад ношене
„Продајем: ципеле за бебе, никад ношене.” (енгл. „For sale: baby shoes, never worn.”) је веома кратка прича од шест речи, популарно приписана Ернесту Хемингвеју, иако је веза са њим мало вероватна.

## Наводни постанак приче
Тврдња о Хемингвејевом ауторству потиче из непоткрепљене анегдоте о опклади између њега и других писаца. У писму из 1991. г. канадском хумористи Џону Роберту Коломбу, писац научне фантастике Артур Ч. Кларк каже: „Он  [Хемингвеј] је наводно добио опкладу од 10 долара (немала сума 20-их година 20. века) од својих колега писаца. Платили су без речи. [...] Ево приче. Још увек не могу да мислим о њој без плакања — ПРОДАЈЕМ. ЦИПЕЛЕ ЗА БЕБЕ. НИКАДА НОШЕНЕ.”

## Историја
У издању The Spokane Press од 16. маја 1910. г. је објављен чланак под насловом „Трагедија бебине смрти је откривена у продаји одеће”. У то време, неколико година пре почетка Хемингвејеве каријере писца, он је имао само десет година.
Вилијам Р. Кејн је 1917. г. објавио чланак у часопису The Editor где је изложио основну идеју о жалосној жени која је изгубила бебу и чак предложио наслов Мале ципеле, никад ношене. У његовој верзији приче, ципеле сe поклањају, а не продају. Он претпоставља да би то обезбедило извесну утеху за власника, јер би та друга беба имала барем директну корист.
Већ 1921. г, прича је била пародирана: јулско издање часописа Judge те године је објавило верзију у којој су колица за бебе заменила ципеле. Међутим, наратор је описао како је контактирао продавца да му се изрази саучешће, након чега је наратору било речено да је до продаје дошло због рођења близанаца, а не само једног детета.
Најранија позната веза са Хемингвејем била је 1991. године, тридесет година након његове смрти. Ова тврдња се јавља у књизи Питера Милера под називом „Објави књигу! Сними филм! — Савети књижевног агента о томе како да продате своје писање” (енгл. Get Published! Get Produced!: A Literary Agent's Tips on How to Sell Your Writing.) Навео је да му је ту причу испричао „реномирани новински издавач“ 1974. године. Џон Роберт Коломбо је 1992. године одштампао писмо Артура Ч. Кларка које је поновило причу, укључујући и део где Хемингвеј осваја по 10 долара од својих колега писаца.
Ова веза са Хемингвејем је појачана представом за једног човека под називом Papa Џона Дегрота, која је дебитовала 1996. г. Са радњом која се догађа током фото сесије часописа Life 1959. године, лик у представи изговара ту фразу као средство за илустрацију Хемингвејеве сажетости. У часопису Playbill, Дегрот је бранио свој портрет Хемингвеја рекавши: „Све у представи је засновано на догађајима које је описао Ернест Хемингвеј или они који су га добро познавали. Да ли су се ове ствари заиста догодиле или не, то је нешто што никада нећемо заиста сазнати. Али Хемингвеј и многи други су тврдили да јесу.“

## Наслеђе
Покушај да се исприча прича са апсолутним минимумом речи постао је познат као општи концепт „веома кратке приче” (енгл. flash fiction). Ограничење на шест речи је изнедрило концепт Мемоара од шест речи, укључујући збирку објављену у облику књиге 2008. г. од стране часописа Smith Magazine и два наставка објављена 2009. године.